# شعب يالونكا
شعب اليالونكا، وتتهجئ أيضًا جالونكي، يالونغا، ديالونكي، ديالونكا أو ديالونكي، هم أحد الشعوب الماندية الذين عاشوا في فوتا جالون، وهي منطقة جبلية في غينيا، الواقعة غرب إفريقيا منذ حوالي القرن الحادي عشر. اسم يالونكا يعني حرفيًا «سكان جالون (الجبال)».
اليالونكا هم أحد فروع شعب الماندي في غرب إفريقيا، ويرتبطون ارتباطًا وثيقًا بشعب السوسو. يُصنفهم بعض علماء العرقيات كمجموعة واحدة. يالونكا اشتهروا في بداية أمرهم بتحولهم إلى الإسلام، ولكن بعد ذلك أرتدو عن إسلام بشكل جماعي عندما بدأ شعب فولا المسلم يسيطر على منطقتهم. في القرن الثامن عشر، تم تهجير العديد من شعب اليالونكا من منطقة فوتا جالون على يد الغزاة فولانيون. قاوم اليالونكيون الفولانيون، ثم ما لبثوا أن تقهقروا وغادروا فوتا جالون، وهاجروا إلى مناطق أخرى وأنشأوا مدن جديدة مثل فالابا بالقرب من منطقة بداية نهر روكيل، في حين استقر آخرون عند شعوب كورانكو وليمبا وكيسي. في النهاية، تم هزيمة اليالونكا وستيعابهم في خلافة صكتو (الإمبراطورية الفولانية).
يتحدث اليالونكيون لغة خاصة بهم تُدعى يالونكا وتنتمي إلى فرع الماندي من عائلة لغات نيجرية كنغوية. اليالونكا مفهومة بشكل متبادل مع السوسو. وفي الوقت المعاصر، يتركز أغلب اليالونكا في غينيا وسيراليون.